# Stemmen i mit liv
"Stemmen i mit liv" er en dansk rapsang, der blev fremført af Kølig Kaj ved Dansk Melodi Grand Prix 1997, hvor den vandt, og var derefter Danmarks bidrag til det efterfølgende Eurovision Song Contest 1997 senere samme år. 
Sangen handler om sangerens problemer med at tale den eller det han kan lide. Teksten er tvevtydig idet at det ikke er klart om det er en rigtig person eller en telefonsvarer han taler til i omstillingen. Der er blevet indspillet en parodi af sangen af satiregruppen Farlig Fredag.

## Historie
"Stemmen i mit liv" blev opført som sang nummer 7 ved det Danske Melodi Grand Prix. Den modtog 31,5 % af stemmerne og med lidt over 2 % ned til Jette Torps "Utopia", som var den næst mest populære sang, vandt Kølig Kaj den danske konkurrence.
Ved Eurovision Song Contest senere samme år blev sangen fremført som nummer 21 efter der russiske bidrag "Primadonna", fremført af Alla Pugacheva og efterfulgt af Frankrigs Fanny med "Sentiments songes". Da stemmeafgivelsen sluttede havde den fået 25 point, hvilket placerede den som nummer 16 af de i alt 25 deltagere.
Som følge af den dårlige placering kunne Danmark ikke deltage i året efter. Således det næste bidrag fra Danmark til konkurrencen først i 1999 med Michael Teschl og Trine Jepsens sang "Denne gang" ("This Time I Mean It").
Introduktionen af at landene selv må vælge det sprog, som deres sange skal være på i den internationale konkurrence, har betydet at "Stemmen i mit liv" var den sidste sang på dansk i Eurovision Song Contest indtil 2021 hvor gruppen Fyr og Flamme deltog med nummeret "Øve os på hinanden".